# Ernst Pepping

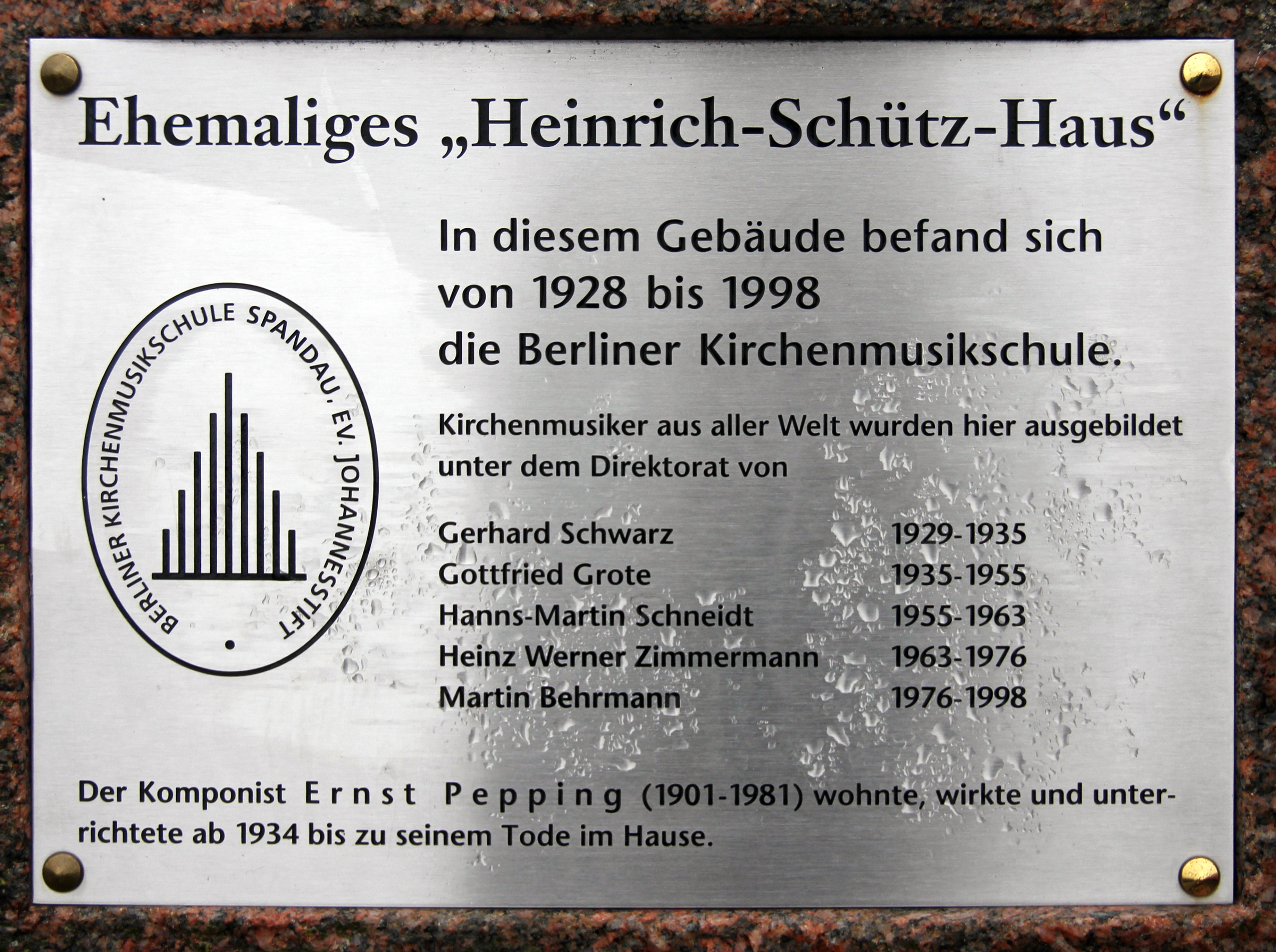
Gedenktafel am „Janusz-Korczak-Haus“, Schönwalder Allee 26, in Berlin-Hakenfelde

Ernst Pepping (* 12. September 1901 in Duisburg; † 1. Februar 1981 in Berlin-Spandau) war ein deutscher Komponist und Hochschullehrer. Er schrieb neben Orchester- und Kammermusik hauptsächlich sakrale Vokalmusik und Orgelwerke. Er gilt als einer der bedeutendsten Erneuerer der evangelischen Kirchenmusik.

## Leben

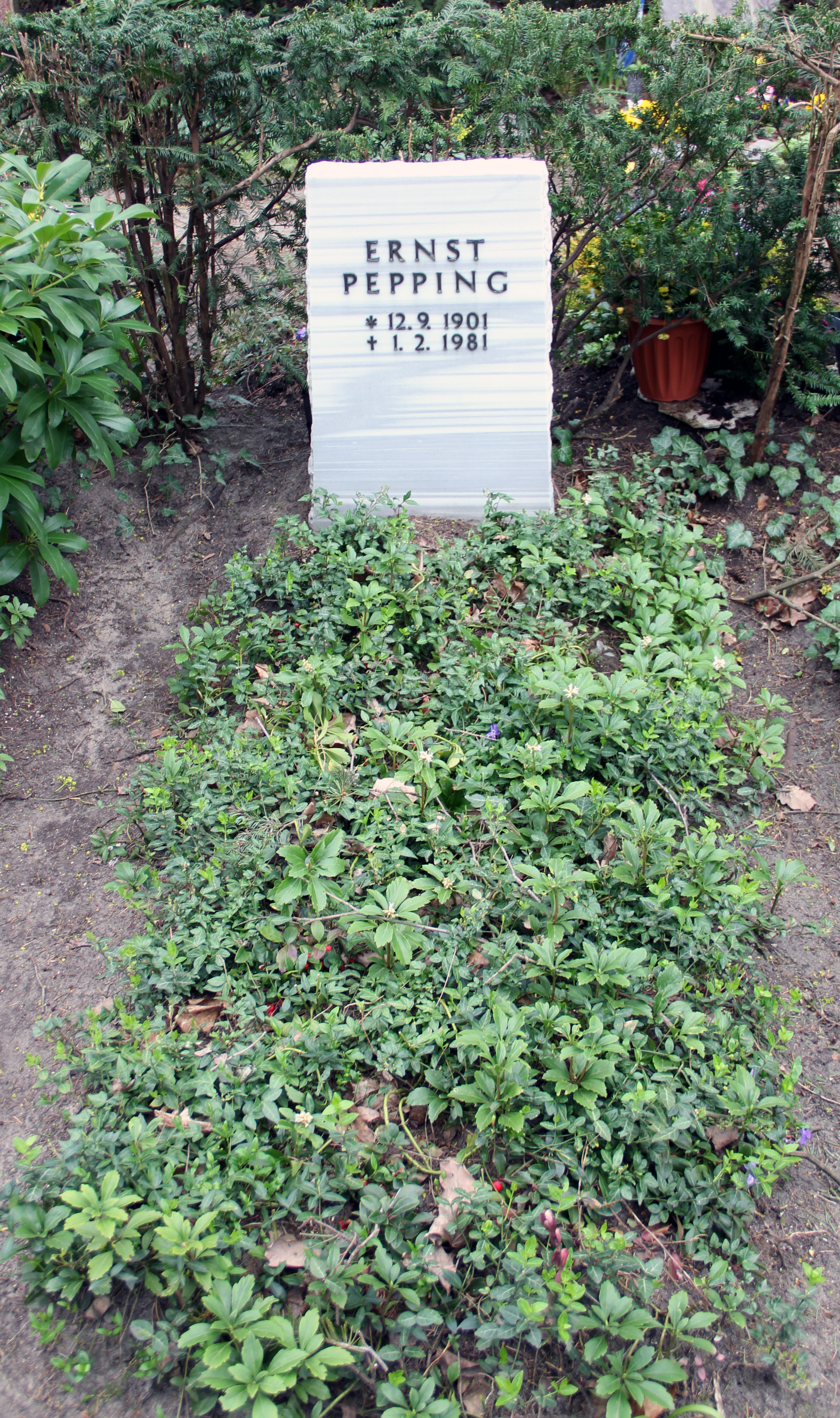
Grab von Ernst Pepping auf dem Friedhof Heerstraße in Berlin-Westend

Nach einer Ausbildung als Lehrer studierte Pepping von 1922 bis 1926 an der Berliner Hochschule für Musik Komposition bei Walther Gmeindl, einem Schüler von Franz Schreker. Bis zum Jahre 1928 komponierte Pepping hauptsächlich instrumentale Werke, wofür er mit dem Kompositionspreis der Felix-Mendelssohn-Bartholdy-Stiftung ausgezeichnet wurde.
Im Jahre 1926 wurden seine Kleine Serenade für Militärorchester und seine Suite für Trompete, Saxophon und Posaune bei den Donaueschinger Musiktagen uraufgeführt. Größere Anerkennung fand er mit seiner 1929 in Duisburg aufgeführten Choralsuite. Im Frühjahr 1934 erhielt Pepping ein Angebot als Lehrer für Harmonielehre, Partiturspiel und Kontrapunkt an der Berliner Kirchenmusikschule im Johannesstift in Berlin-Spandau, wo er bis zu seinem Tode lebte. Es war eine Anstellung, die er mit größter Hingabe und Sorgfalt versah, was von zahlreichen seiner Schüler – etwa von Helmut Barbe – bestätigt wurde. Pepping unterrichtete außerdem von 1935 bis 1938 an der Berliner Hochschule für Musik als Dozent. Vom aktiven Kriegsdienst war er von Anfang an befreit. In der Endphase des Zweiten Weltkriegs schützte ihn die von Adolf Hitler unterschriebene Gottbegnadeten-Liste vor einem Kriegseinsatz.
Von 1947 bis 1968 wirkte Pepping als Professor für Kirchenmusik und Komposition an der Berliner Hochschule für Musik (seit 2001 Universität der Künste Berlin). Im Jahr 1968 beendete er seine Lehrtätigkeit und gab auch das Komponieren auf. Schüler von ihm waren unter anderen Helmut Barbe, Hans Eugen Frischknecht, Erhard Grosskopf, Gunther Martin Göttsche, Heinrich Poos und Aribert Reimann.
Ernst Pepping starb am 1. Februar 1981 im Alter von 79 Jahren in Berlin-Spandau. Sein Grab befindet sich auf dem landeseigenen Friedhof Heerstraße in Berlin-Westend (Grablage: 20-C-60).
Die Herzog August Bibliothek Wolfenbüttel übernahm 1984 Peppings bedeutende Büchersammlung aus dessen Nachlass.

## Bedeutung
Ernst Pepping gilt als einer der wichtigsten protestantischen Kirchenmusiker des 20. Jahrhunderts, der vor allem geistliche Werke für Chor schrieb, darunter A-cappella-Messen, Motetten und Choräle (beispielsweise das Spandauer Chorbuch). Zudem schuf er weltliche Vokalmusik, Orgel- sowie Orchester- und Kammermusikwerke.
Nach einer neoklassizistischen Phase in der Weimarer Republik suchte Pepping in der Zeit des Nationalsozialismus in seinen Orchesterwerken eine gemäßigte Tonalität und arbeitete mit vereinfachten Strukturen. Mit dieser Form von traditioneller Musik hatte er Erfolg. Sie bewahrte ihn davor, Gebrauchsmusik für die Nazis zu komponieren. Es entstanden zahlreiche Orchesterwerke, darunter drei Sinfonien. Diese vom 19. Jahrhundert inspirierten Kompositionen waren handwerklich gut gearbeitet und musikalisch einprägsam. Nach dem Ende des Zweiten Weltkrieges änderte er seinen Stil nicht mehr. Weder seine in der Nachkriegszeit uraufgeführte 3. Sinfonie noch sein 1950 komponiertes Klavierkonzert konnten sich im Konzertbetrieb durchsetzen.
Stilistisch orientierte sich Pepping bei seinen kirchenmusikalischen Werken am protestantischen Choral und dem Vokalstil des 16. und 17. Jahrhunderts und Kirchentonarten, wobei er nach Alfred Baumgartner „die Tonalität durch Quartenschichtungen und gelegentliche Chromatizismen“ erweiterte.
Pepping erhielt für sein Schaffen zahlreiche Ehrungen wie Ehrendoktorate an der Freien Universität Berlin (1961) und der Kirchlichen Hochschule Berlin (1971). Er war Mitglied der Berliner Akademie der Künste und der Bayerischen Akademie der Schönen Künste. Seine Werke werden im Archiv der Berliner Akademie der Künste aufbewahrt, der Nachlass befindet sich in der Musikabteilung der Staatsbibliothek zu Berlin.
Die Postmoderne im ausgehenden 20. Jahrhundert führte auch zu einer Neubewertung tonaler Musik. Davon profitierten aber nur wenige Traditionalisten. Immerhin wurde die Orchestermusik von Furtwängler, Pepping und Hans Pfitzner fast komplett auf CD eingespielt.

## Werke (Auswahl)
- 1926: Suite für Trompete, Alt-Saxophon und Tenor-Posaune
- 1926: Kleine Serenade für Militärorchester
- 1928: Choralsuite für großen und kleinen Chor, Uraufführung 1929 in Duisburg
- 1929: Präludium für Orchester, Uraufführung 1930 in Frankfurt unter Hermann Scherchen
- 1930: Invention für kleines Orchester
- 1933: Wie schön leuchtet der Morgenstern Chorale prelude für Orgel
- 1934: Partita für Orchester
- 1934: Spandauer Chorbuch in 20 Heften bis 1941, zwei- bis sechsstimmige Choralsätze
- 1936: Lust hab’ ich ghabt zur Musika. Variationen zu einem Liedsatz von Ludwig Senfl für Streichorchester und sechs Blasinstrumente
- 1936: Uns ist ein Kind geboren Motette
- 1937: Ein jegliches hat seine Zeit Die dreiteiligen Motetten
- 1938: Jesus und Nikodemus Motette
- 1938: Deutsche Messe, per coro misto a Cappela
- 1939: 1. Sinfonie für Orchester, UA unter Karl Böhm in Dresden
- 1939: Großes Orgelbuch Musik für Orgel
- 1940: Das Jahr nach Gedichten von Josef Weinheber für vierstimmigen Chor
- 1941: Orgelkonzert Nr. 1 und 2
- 1942: Vier Fuga für Orgel
- 1942: Der Wagen Liederkreis nach Gedichten von Josef Weinheber für gemischten Chor a cappella, UA mit dem Dresdner Kreuzchor unter Rudolf Mauersberger
- 1942: 2. Sinfonie für Orchester, UA am 7. Februar 1943 in Essen unter Albert Bittner. Weitere Aufführung am 31. Oktober 1943 mit den Berliner Philharmonikern unter Wilhelm Furtwängler
- 1943: Drei Fugen über B-A-C-H für Orgel
- 1944: 3. Sinfonie für Orchester „Die Tageszeiten“, UA 1948 unter Robert Heger in Berlin
- 1945: Streichquartett
- 1945: Serenade für Orchester, Uraufführung 1948 in Berlin unter Robert Heger
- 1946: Liederbuch nach Gedichten von Paul Gerhardt für Mezzosopran und Klavier
- 1948: Missa Dona Nobis Pacem  (Friedensmesse) für Chor
- 1949: Heut und ewig Liederkreis nach Gedichten von Goethe für gemischten Chor a cappella
- 1949: Haus- und Trostbuch für Singstimme und Klavier (nach Gedichten von Brentano, Goethe u. a.)
- 1950: Konzert für Klavier und Orchester, UA  1951 unter Joseph Keilberth in Berlin mit Erik Then-Bergh als Solist
- 1950: Passionsbericht des Matthäus für Chor a cappella
- 1953: Partita Nr. 1 „Ach wie flüchtig“ für Orgel
- 1953: Partita Nr. 2 „Wer weiss, wie nahe mir mein Ende“ für Orgel
- 1956  Te Deum für Solo, Chor und Orchester
- 1959: Die Weihnachtsgeschichte des Lukas für Chor a cappella
- 1969: Kleines Orgelbuch, 18 Choralvorspiele für Orgel

## Diskographie (Auswahl)
- Heut und Ewig. Liederkreis nach Goethe-Gedichten, Sächsisches Vocalensemble M. Jung, Tacet 2002
- Missa Dona nobis pacem  und Motetten, Berliner Vokalensemble Bernd Stegmann, Cantate 2005
- Orgelwerke mit Wolfgang Stockmeier, CPO 1990
- Orgelwerke mit George Bozeman, Pape 2005
- Passionsbericht des Matthäus mit dem Dänischen Nationalen Rundfunkchor unter Stefan Parkman, Chandos 1992
- Passionsbericht des Matthäus mit dem Rundfunkchor Berlin unter Stefan Parkman, Coviello 2007
- Paul-Gerhardt-Liederbuch mit Sibylle Kamphues (Gesang) und Katharina Kegler (Klavier), Chrismon 2007, ISBN 978-3-938704-42-4
- Sinfonien Nr. 1-3 und Klavierkonzert (Volker Banfield) mit der Nordwestdeutsche Philharmonie unter Werner Andreas Albert, CPO 2006
- Sinfonie Nr. 2 f-moll mit den Berliner Philharmonikern unter Wilhelm Furtwängler (1943), Melodiya-Edition 2007